# Contea di Monroe (Tennessee)
La contea di Monroe in inglese Monroe County è una contea dello Stato del Tennessee, negli Stati Uniti. La popolazione al censimento del 2000 era di 38 961 abitanti. Il capoluogo di contea è Madisonville.